# Stefan Schwabeneder
Stefan Schwabeneder (* 23. Mai 1969 in Augsburg) ist ein deutscher Radiomoderator und Content Manager Streams & Podcasts beim Radiosender Antenne Bayern.

## Leben
Stefan Schwabeneder ist verheiratet und Vater zweier Söhne.

### Hörfunk
Stefan Schwabeneder begann als Moderator bei Radio Fantasy in Augsburg und moderierte dort zwischen 1987 und 1992. Parallel baute er die „Fantasy’s Finest“ auf – eine Syndication-Chartshow, die auf einigen bayerischen Radiostationen übernommen wurde, woraus sich später die „Network Charts“ entwickelten. Danach wechselte er zwischen 1992 und 1995 zu Radio Gong 96,3 nach München und moderierte dort die Mittagssendung „Funkkantine“ und sonntags „Start ins Glück“. Außerdem war er in der Gong-Nachrichtenredaktion und Produzent der „6 to 9“ Show mit Oliver Baier. Von 1995 bis 1998 übernahm Schwabeneder die Moderation der Morningshow „Frühstüxradio“ bei Radio Fantasy in Augsburg mit Alexander Wohlrab. Die nächsten Stationen waren der ORF Hitradio Ö3 in Wien als Programmgestalter, Autor und Produzent, Antenne Bayern und Klassik Radio in Hamburg, wo er von 2004 bis 2006 als Programmchef für Klassik Radio Programm deutschlandweit verantwortlich zeichnete. Seit 2006 arbeitet Schwabeneder bei Bayern 3 in der Comedyabteilung und moderierte dort von 2008 bis Mai 2013 wöchentlich „Schwabeneder & Friends – die große Samstagabendshow“. Nachdem diese durch den „Party-Hit-Mix“ ersetzt wurde, moderierte er von Mai 2013 bis Ende 2018 zusammen mit Stefan Kreutzer samstags die Satiresendung „Die Stefans“. Zum 1. Januar 2019 übernahm er die Funktion des Head of Comedy beim Radiosender Antenne Bayern. Beim Ableger Oldie Antenne moderiert Schwabeneder die Morgensendung.

### Fernsehen
2001 machte Schwabeneder einen Abstecher ins Fernsehen als Schauspieler und Co-Autor bei „Mahlzeit TV“ – einer Comedyshow von ORF 1 zusammen mit Oliver Baier.

### Trivia
Stefan Schwabeneder führt seit 2009 als Hofnarr in Kostüm live vor Ort durch das Kinderritterturnier beim Kaltenberger Ritterturnier.

## Auszeichnung
- 2015: Deutscher Radiopreis in der Kategorie „Beste Sendung“ mit Stefan Kreutzer als Die Stefans